# Celliers de Landéan
Les celliers de Landéan sont un édifice souterrain du XIIe siècle situé à Landéan en Ille-et-Vilaine. C'est une salle voûtée de 15 m sur 6 composée de onze arches en plein cintre.

## Localisation
Le bâtiment se trouve au sud du bourg de Landéan, dans le nord de la forêt de Fougères entre la route départementale 177 (ancienne route nationale 177) et la route forestière de Clairdouët.

## Histoire
La date de construction est incertaine mais se situerait au XIIe siècle et serait le fait de Raoul II de Fougères.
C'est l'un des trois sites d'Ille-et-Vilaine ayant été classé aux monuments historiques par la liste de 1862, (les deux autres étant le château de Fougères et l'abbatiale Saint-Sauveur de Redon).